# Fava (famiglia)
I Fava (chiamati anche Faba, Dalla Fava o Romeggia) sono una nobile e antica famiglia Italiana. Originari di Bologna ebbero vari titoli nobiliari e per nove secoli rimasero sempre al centro della vita pubblica della città natale, ricoprendo importanti incarichi al servizio della Chiesa, dei vari governi che nel tempo si susseguirono. I Fava sono conosciuti come grandi mecenati delle arti e delle scienze.

## Storia
La famiglia Fava deriva forse, da un certo Aliprando Fava bresciano podestà di Bologna nel 1229, ma molti documenti assicurano che è di antica nobiltà bolognese, proveniente da un certo conte Urbano ricordato vivente nel 1130 a Bologna. Il primo a cambiare il cognome in Fava fu Oddo dalla Romeggia (antica località presso Marano, Bologna, dove sorgeva il loro feudo, con relativo castello, oggi scomparso) che fu il primo a chiamarsi Dalla Fava. Con il passare degli anni alcuni rimasero con il cognome dalla Romeggia e altri mutarono in Fava.

## Edifici storici
Dei Palazzi della famiglia, si ricordano il meraviglioso complesso di Palazzo Fava, al civico 2 di Via Manzoni, sempre posseduto dalla famiglia per oltre cinquecento anni, il Palazzo Ghisilardi Fava e il Palazzo Conoscenti Fava, conosciuto anche come Torre dei Conoscenti, entrambi comperati ed annessi al precedente dal conte cav. Niccolò Fava Ghisilieri alla fine del secolo XVIII. Altri rami della famiglia abitarono nel Palazzo Fava di Via del Cane, detto Palazzo Fava da San Domenico (a causa della vicinanza alla omonima basilica) e nel Palazzo Fava all'incrocio di Via Galliera con Strazzacappe. La famiglia Fava ebbe nel corso dei secoli varie e vaste proprietà terriere, con splendide ville tra cui si ricordano, il Casino Fava Ghisilieri a Cereto, su progetto di Angelo Venturoli, (Casalecchio di Reno, Bologna), Villa Fava a Liano (Castel San Pietro, Bologna) e Villa Fava (Maddelena di Cazzano, Budrio Bologna). il Palazzo del Vignola, opera di Jacopo Barozzi detto "il Vignola" (Funo di Argelato, Bologna).

## Esponenti celebri
La famiglia Fava ebbe molti personaggi illustri nel Governo, nella Chiesa, nelle armi, nelle lettere e nelle arti. 
Fra essi si ricordano:
- Guido Fava nato a Bologna il 1190 e morto a Bologna 1243, scrittore, filosofo e letterato. Fu il primo in Italia ad trasportare l'arte del latino alla lingua volgare. Si considera uno dei punti di riferimento di quella epoca a livello italiano ed europeo. Si ricordano di lui vari testi tra cui: Gemma Purpurea, Parlamenta, Dictamina rhetorica, Summa, Exordia, Summa de Vitiis et virtutibus, Arenge, Petitiones, Parlamenta et epistole, Rota Nova, Epistole, Libelli ecclesiastici e molti altri.
- Crocesignato Cavalier Diatacora (XIII secolo), nella crociata del 1217 Quinta Crociata contro i Turchi fu miracolato per l'intercessione della Beata Lucia da Settefonti. Rimane a suo ricordo un Pilastrino a Settefonti (Ozzano dell'Emilia) fatto erigere verso la fine del 700 dal conte Paolo Patrizio Fava Ghisilieri, e ristrutturato nel 1920 da un suo discendente il conte Alessandro Fava Ghisilieri.
- Oddo, dottore e professore di Filosofia e Medicina.
- Pietro di Giovanni, fu nominato del 1310 dei 160 Cittadini Privilegiati.
- Tommaso 1387 fu nominato Tribuno della Plebe, varie volte degli Anziani.
- Guglielmo nel 1417 fu nominato Confaloniere di Giustizia del Consiglio dei 600.
- Nicolò di Pietro nato nel 1380, laureato in Filosofia e Medicina nel 1404. Fu pubblico lettore del patrio Studio, professore nel 1404 di chirurgia, nel 1406 di logica, dal 1407 al 1416 di filosofia naturale e morale, dal 1416 al 1438 di filosofia e medicina. Fu dei 16 riformatori della città. Nominato nel 1430 ambasciatore del Papa, nel 1435 nominato dei 10 di Balia, tanto stimato dai contemporanei per le sue qualità di filosofo che fu paragonato ad Aristotele e alla sua morte nel 1439, la città gli eresse un sontuoso monumento funebre nella basilica di San Giacomo Maggiore (attribuito a Jacopo della Quercia).
- Nicolò di Antonio, nipote del precedente, si laureò in medicina e filosofia e nel 1460 fu nominato pubblico lettore, nel 1462 ottenne la cattedra di logica, nel 1467 passò a quella di filosofia fino a 1474, poi passò alla cattedra di medicina, che mantenne dal 1475 al 1482. Morì in Pesaro e fu sepolto nella basilica di San Giacomo Maggiore, dove permane una lapide in suo perenne ricordo.
- Pelegrino di Filippo ebbe la cattedra di legge dal 1529 al 1532, poi andò a Salerno e a Napoli. Fu Auditore della Sacra Romana Rota. Da papa Paolo III fu innalzato alla dignità di vescovo di Vieste nel 1543 e poi vescovo di Ferentino. Morì nel 1555 a Roma dove fu sepolto nella chiesa di Sant'Agostino, dove resta in sua memoria un'epigrafe e un'altra si trova nella chiesa di San Giacomo a Bologna.
- Scippione di Annibale, nel 1550 laureato in filosofia e medicina, lesse logica, filosofia e medicina.
- Alessandro, Cavaliere di Gerusalemme, morì eroicamente nella battaglia di Lepanto il giorno 8 ottobre 1571. Di lui rimane un bel monumento nella basilica di San Giacomo Maggiore.
- Ludovico, Cavaliere di Gerusalemme, fratello di Alessandro, Capitano dell'esercito, morì eroicamente combattendo contro i Turchi il 14 dicembre 1572. Rimane di lui una grande lapide a perenne memoria sua e del fratello Alessandro, nella Chiesa di San Giacomo a Bologna posta dal padre Pier Francesco e dagli zii Vincenzo e Fabio.
- Placido di Costanzo, fu nominato vescovo di Castro, nel 1604 fu vescovo di Telese, fu nominato Generale dei Monaci Olivetani, di lui rimane un piccolo ritratto insieme con gli altri Generali Olivetani presente presso l'Ospedale Rizzoli, ex convento degli Olivetani.
- Alessandro di Galeazzo, Cavaliere di San Michele, fu Confaloniere di Giustizia, e degli anziani ben per 3 volte.
- Carlo di Alessandro cavaliere di Malta nel 1643, fu degli anziani.
- Luigi di Filippo, Cavaliere di Malta, 1615 combatté come Luogotenente di compagnia, a fianco dei Mantovani.
- Alessandro di Ercole dottore di ambo le Leggi, sposò Argia del Senatore Nicolo Maria Ghisilieri, che a seguito della morte del fratello di lei Gabriele, divenne erede del ramo dei Ghisilieri detto di San Tommaso del Mercato e ottenne il diritto di aggiungere il cognome e inquartarne l'arma dando origine alla Linea dei Fava Ghisilieri. Mecenate, aprì le porte del suo Palazzo in via Manzoni a vari artisti, tra cui Donato Creti e Giovan Gioseffo Dal Sole, Giuseppe Maria Mazza, Lorenzo Pasinelli e Felice Cignani perché in tale luogo potessero imparare osservando il ciclo pittorico dei Carracci.
- Pietro Ercole Fava Ghisilieri di Alessandro fu pittore, poeta e mecenate. Nominato Principe dell'Accademia Clementina.
- Nicolò di Alessandro, Governatore e Generale dell'esercito del Principato di Correggio, per conto del Signore di Modena.
- Alessandro di Nicolò dottore in Legge.
- Nicolò Maria di Alessandro, Deputato della Repubblica Cispadana nel 1797, Ambasciatore della stessa Repubblica a Parigi, Consigliere della Municipalità dal 1805 al 1807, nominato Cavaliere dell´ ordine della Corona di Ferro il 19 dicembre del 1807, partecipò al Congresso di Vienna, Consigliere Comunale dal 1816 al 1820.
- Paolo Patrizio Fava Ghisilieri, nominato nell'anno 1800 vicario capitolare dell'arcidiocesi di Bologna, passato a Vicario Generale, nel 1803, arcivescovo di Ferrara nel 1806, Senatore del Regno nel 1809, commendatore dell'Ordine della Corona di Ferro e grande ufficiale del Regno. Sepolto nella cripta della Cattedrale di Ferrara.
- Brigida Fava Ghisilieri politica nel campo dell'istruzione e dell'assistenza alle persone bisognose, grande patriota, viene definita da Mazzini come la "donna più benemerita della Patria".